# Trojský dvůr
Trojský dvůr je hospodářský dvůr Trojského zámku v Praze 7-Troji v ulici Pod Havránkou. Od 22. prosince 1964 je chráněn jako nemovitá kulturní památka České republiky.

## Historie
Panský hospodářský statek dali postavit Šternberkové patrně společně se založením sousedního zámku. Nejstarší částí dvora je obytný patrový dům s mansardovou střechou. Stavebně upraven byl koncem 18. století a do roku 1840 získal novou klasicistní vjezdovou bránu s přilehlým domem.
Stavby obklopují obdélné nádvoří. V uliční frontě stojí po stranách vjezdu dvě obytné budovy - severní a jižní. Na severní straně dvora jsou dvě bývalé stáje, na východní straně uzavírají dvůr dvě stodoly, později přestavěné na maštale, a na jižní straně je stáj na půdorysu písmene L.
K severní obytné budově je přistavěna továrna z období 1. republiky, u jižní je situována poslední hospodářská budova.